# Dennis Etchison
Œuvres principales
- Le Démon de l'ombre
- California Gothic
- Rêves de sang
- Les Domaines de la nuit

Dennis Etchison, né le 30 mars 1943 à Stockton en Californie et mort le 28 mai 2019, est un auteur de romans et nouvelles fantastiques américain.

## Biographie
Dennis Etchison naît le 30 mars 1943 à Stockton en Californie. Enfant, il découvre les comics publiés par EC Comics qui l'influenceront plus tard dans sa carrière d'auteur. À partir de 1961, il commence à publier des nouvelles qui seront plus tard recueillies en volumes (The Dark Country, The Blood Kiss, etc.). En 1982, il est lauréat avec sa nouvelle Le Sombre Pays du prix World Fantasy de la meilleure nouvelle ex æquo avec Stephen King, et du prix British Fantasy de la meilleure nouvelle courte.

## Œuvres

### Romans
- Le Démon de l'ombre, Rivages, 1995 ((en) Shadow Man, 1993)
- California Gothic, Rivages, 1996 ((en) California Gothic, 1995)

### Recueils de nouvelles
- Les Domaines de la nuit, OPTA, coll. « Galaxie-bis », 1985 ((en) The Dark Country, 1982)
- Rêves de sang, Greco, 1989